# Dichistius capensis
Dichistius capensis, Galjoen of Zwarte brasem is een straalvinnige vissensoort uit de familie van galjoenvissen (Dichistiidae). De wetenschappelijke naam van de soort is voor het eerst geldig gepubliceerd in 1831 door Cuvier.
De vis komt voor in de wateren rond Zuid-Afrika en is de nationale vis van het land. Het is een gewilde vis voor hengelaars en wordt tot 55 cm lang en 7 kg zwaar.